# Liste des territoires occupés par le Japon impérial

L'empire du Japon à son apogée (1942)

La liste ci-dessous représente les territoires occupés ou annexés par l'empire du Japon jusqu'en 1945. Le Japon renonça à tous ses territoires après la signature des Actes de capitulation du Japon et le traité de San Francisco de 1951, excepté les îles japonaises de Honshu, Hokkaido, Shikoku, Kyushu et Okinawa. Certains territoires occupés par les États-Unis après 1945 furent rendus au Japon. En 2012, il existe cependant encore des territoires disputés avec la Russie (îles Kouriles), la Corée du Sud (île Dokdo), la république populaire de Chine et Taïwan.

## Avant la seconde guerre mondiale

### Annexé
- Corée
- Formose (plus tard nommé Taïwan)
- Préfecture de Karafuto
- Guandong
- Mandat des îles du Pacifique, Shandong - ancienne possession de l'empire allemand

### Occupé
- Mandchourie
- Extrême-Orient russe, zone du lac Baïkal et le Kamtchatka - période de l'intervention japonaise et occidental anticommuniste (1918-1927)

## Pendant la seconde guerre mondiale
- Plusieurs régions de Chine
- Timor portugais
- Hong Kong (Royaume-Uni)
- Indochine française
- Thaïlande - considéré comme un état "allié"
- Birmanie (Royaume-Uni)
- Territoire de Papouasie (Royaume-Uni)
- Philippines (États-Unis)
- Malaisie britannique (Royaume-Uni)
- Îles Andaman et Nicobar  (Royaume-Uni)
- Établissements des détroits (Royaume-Uni)
- Sarawak (Royaume-Uni)
- Brunei (Royaume-Uni)
- Bornéo du Nord (Royaume-Uni)
- Nauru (Australie, Nouvelle-Zélande et Royaume-Uni)
- Indes orientales néerlandaises
- Guam (États-Unis)
- Imphal (Royaume-Uni)
- Île Wake (États-Unis)
- Îles Gilbert et Ellice (Royaume-Uni)
- Île Christmas (Australie)
- Attu et Kiska (États-Unis)